# Monggar (dystrykt)
Monggar (dzongkha: མོང་སྒར་རྫོང་ཁག) – jeden z 20 dzongkhagów w Bhutanie. Znajduje się w środkowo-wschodniej części kraju.